# Marcos Paulo (Fußballspieler, 2001)
Marcos Paulo, mit vollem Namen Marcos Paulo Costa do Nascimento (* 1. Februar 2001 in São Gonçalo), ist ein brasilianisch-portugiesischer Fußballspieler, der bei Atletico Madrid unter Vertrag steht. Er spielt auf der Position des Linksaußen.

## Karriere

### Verein
Marcos Paulo stammt aus der Jugend Fluminense Rio de Janeiros und wurde zur Saison 2019 in die erste Mannschaft befördert. Sein Debüt absolvierte er am 30. Januar beim 4:0-Heimsieg in der Campeonato Carioca gegen den Madureira EC. Seine ersten beiden Tore erzielte er am 31. Juli beim 3:1-Auswärtssieg gegen den CA Peñarol im Achtelfinalrückspiel der Copa Sudamericana. In der Liga traf er erstmals beim 1:1-Unentschieden gegen Chapecoense am 27. Oktober 2019 (28. Spieltag). Das Spieljahr beendete er mit vier Toren und vier Vorlagen in 24 Ligaspielen.
Anfang Juli 2021 gab Atlético Madrid die Verpflichtung von Marcos Paulo bekannt. Der Kontrakt erhielt eine Laufzeit über fünf Jahre. Um dem jungen Spieler Spielpraxis zu geben, wurde er zunächst nach Portugal an den FC Famalicão ausgeliehen. Nachdem er hier in der Hinrunde der Meisterschaft über die Rolle eines Einwechselspielers nicht hinauskam, wurde er im Februar 2022 in die U23-Mannschaft des Klubs versetzt. Nach Beendigung der Leihe kehrte Marcos Paulo nicht zu seinem Stammklub zurück, sondern wurde für ein Jahr an den CD Mirandés ausgeliehen.
Ende Dezember 2022 gab der FC São Paulo bekannt, Marcos Paulo bis zum Jahresende 2023 ausgeliehen zu haben. Im September des Jahres gewann er mit dem Klub die Copa do Brasil 2023 (drei Spiele / ein Tor).
Im Sommer 2024 wurde Marcos Paulo an RWD Molenbeek ausgeliehen. Das Leihverhältnis wurde bereits im November desselben Jahres einvernehmlich vorzeitig beendet.

### Nationalmannschaft
Marcos Paulo besitzt aufgrund seines portugiesischen Großvaters neben der brasilianischen, auch die portugiesische Staatsbürgerschaft und kann somit für beide Nationalmannschaften auflaufen. Während noch für die U-20-Mannschaft Fluminenses im Einsatz, wurde er im Oktober 2018 für die portugiesische U-19-Nationalmannschaft nominiert und gab am 14. Oktober in einem Testspiel gegen den Montenegro sein Debüt für diese Auswahl.
Im April 2019 war er für die U18 im Einsatz. Am 19. April 2019 erzielte er beim 3:1-Sieg im freundschaftlichen Länderspiel gegen Mexiko einen Treffer.

## Erfolge
Fluminense
- Taça Rio: 2020

São Paulo
- Copa do Brasil: 2023